# Eubaphe venustata
Eubaphe venustata är en fjärilsart som beskrevs av Fletcher 1954. Eubaphe venustata ingår i släktet Eubaphe och familjen mätare. Inga underarter finns listade i Catalogue of Life.